# William Hope Hodgson
William Hope Hodgson (15 november 1877 - 19 april 1918) was een Engelse schrijver van horror, fantasie en sciencefiction.
Na de dood van zijn vader, een Anglicaanse priester, leefde zijn familie in armoede. Hodgson onderging training als matroos en werd een zeeman. Hij combineerde zijn zeemanservaringen met fotografie en schrijven. In 1898 ontving hij een medaille voor heldenmoed voor het redden van een zeeman in Nieuw-Zeeland. Op 22-jarige leeftijd opende hij een School of Physical Culture in Blackburn. Hodgson wijdde zich later volledig aan fictie. Hij publiceerde zijn eerste korte verhaal in 1904, debuteerde met zijn eerste boek The Boats of Glen Carrig in 1907 en publiceerde bekende vroege sciencefictionboeken zoals The House on the Borderland uit 1908 en The Night Land uit 1912. Hij diende in de Eerste Wereldoorlog en overleed in de Vierde Slag om Ieper.